# Raport de ramificare
În fizica particulelor elementare și în fizică nucleară raportul de ramificare este definit ca probabilitatea de a observa că un anumit nuclid posedă un mod de dezintegrare radioactivă dat în raport cu toate modurile de dezintegrare posibile ale acestuia..
{\displaystyle t_{1/2}={\frac {\ln 2}{\lambda }}.}
Suma raporturilor de ramificare ale tuturor modurilor de dezintegrare ale unui nuclid este deci, prin definiție, egală cu 1 (100 %).
De exemplu, K se dedezintegrează β– în 40Ca și 40 Ar prin captură electronică (ε) cu rate de ramificare de 0,882 (88,2 %) și respectiv 0,118 (11,8 %).
"Perioada parțială" poate fi calculată pentru un mod de dezintegrare dat pe baza perioadei radioactive a radionuclidului și a raportului de ramificare al modului de dezintegrare considerat.  Totuși această valoare nu are sens decât dacă perioadele parțiale astfel determinate au același ordin de mărime (adică atunci când raporturile de ramificare sunt echilibrate).
132Cs ilustrează bine această situație, deoarece el se    dezintegrează prin capture electronică (ε) sau β+, pe de o parte, și prin β-, pe de altă parte, cu rate de 98,1 % și respectiv 1,9 % și o perioadă radioactivă "globală" de 6,479 zile, deci o perioadă parțială de 6,60 zile față de dezintegrarea ε și β+, dar numai de 341 zile în comparație cu dezintegrarea β-: în mod evident nu rămân multe nuclee de 132Cs după 341 zile de dezintegrare β+ pentru a evalua experimental perioada de înjumătățire a 132Cs prin dezintegrare  β-.